# Eric Hordes

Eric Dean Hordes 2024 in Baden-Baden

Eric Dean Hordes (* 23. November 1983 in Baden-Baden) ist ein deutscher Filmemacher und Buchautor. Unter dem Pseudonym Eric Hah ist er als Komponist und Sänger tätig.

## Leben und Karriere
Hordes wurde in Baden-Baden geboren. Seit 2008 arbeitete er als VFX Designer für RTL für das Reportagemagazin stern TV und für ProSieben für die Formate Galileo Big Pictures, Die Alm und Austria’s Next Topmodel.
Im Jahr 2012 veröffentlichte Hordes die Filmsatire Der Gründer, mit Helmut Krauss in der Hauptrolle. Der Film persifliert das Leben des Medienunternehmers Thomas Hornauer und dessen medialen Auftritte aus der Sendung Kanal Telemedial. Hornauer klagte gegen eine Veröffentlichung, da er eine Verhöhnung seiner Telemedialen Idee vermutete. Vom Landgericht Stuttgart wurde ihm das Recht zugesprochen, den Film vor seiner Kinopremiere innerhalb von zwei Wochen zweimal anzusehen, und gegen Stellen, die die Ehre seiner Person verletzen, Einspruch zu erheben. Nach dem ersten Termin teilte Hornauer Hordes per Mail mit, dass seine Person nicht zu erkennen sei und er weitere Schritte als „Zeit- und Geldverschwendung“ sehe. Daraufhin konnte der Film veröffentlicht werden.
Während dieser ersten Zusammenarbeit entwickelte sich eine enge Freundschaft zwischen Hordes und Krauss, der für Hordes zu einem wichtigen Lehrmeister wurde. Krauss vermittelte ihm tiefgehendes Wissen in den Bereichen Regie, Dramaturgie, Humor und Synchronarbeit, was Hordes’ spätere Projekte maßgeblich prägte.
Zwischen 2015 und 2019 produzierte Eric Hordes den Film Trolls World. Für das Projekt erhielt Hordes große Unterstützung von Helmut Krauss und Katy Karrenbauer und konnte sein großes Idol Jiří Lábus gewinnen, der nach 20 Jahren wieder in seine Paraderolle des Zauberers Rumburak schlüpfte.

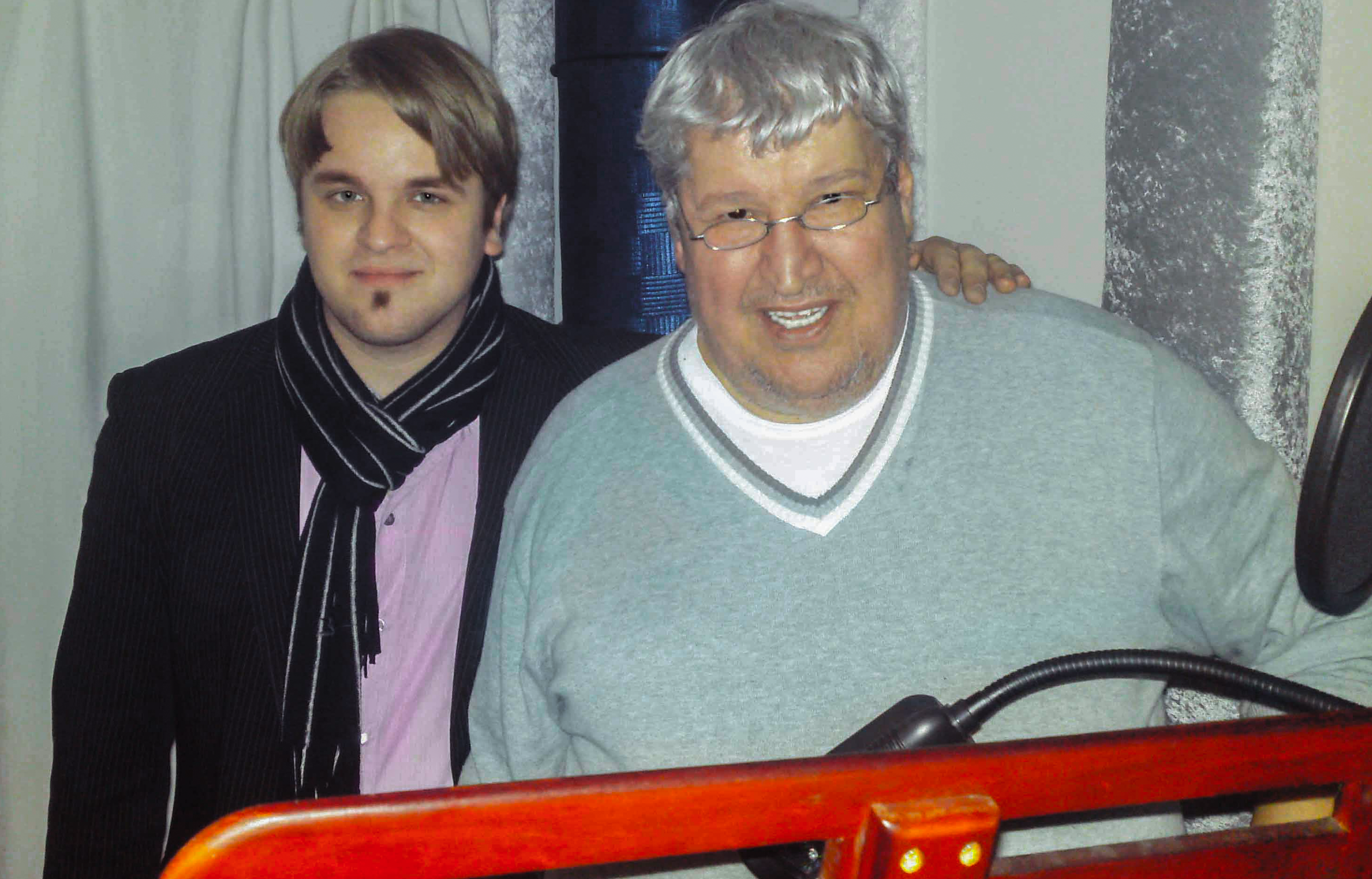
Eric Dean Hordes zusammen mit Helmut Krauss bei Synchronarbeiten im Jahr 2018

In der vom SWR für das Medienangebot funk produzierten Dramedy-Serie Patchwork Gangsta fungierte Hordes neben deren Creator Christian Karsch als Regisseur und konnte seinen kreativen Input zur Story und zu den Figuren beitragen. Üblich für Produktionen, an denen Hordes beteiligt ist, wurden auch hier einige Rollen mit seinen Stammschauspielern Helmut Krauss, Katy Karrenbauer, Santiago Ziesmer, Britta Selling, Vera Göpfert, Billie Zöckler, Uwe Karpa, Nadir Sisman und seinem ehemaligen Physiklehrer René Bischler besetzt.
Im Rahmen der Vermarktung von Patchwork Gangsta legten Hordes und Karsch den Schauspieler Simon Gosejohann für die Sendung Verstehen Sie Spaß? als Lockvögel herein.
2018 war Hordes neben Claude-Oliver Rudolph und Judy Winter Jurymitglied des Hagener Kurzfilmfestival Eat My Shorts – Hagener Kurzfilmfestivals.
Von 2019 bis 2021 produzierte Hordes gemeinsam mit Christian Karsch Beiträge für die Sendung Galileo. 2020 drehte er einen Werbespot für die ägyptische Kaffee-Marke Mom’s Choco Cafe.
Im Jahr 2024 veröffentlichte Hordes zur Walpurgisnacht sein erstes Buch Die dunklen Sagen von Baden, in dem er sich mit düsteren Mythen und Legenden über Hexen und Dämonen aus seiner Heimat auseinandersetzt.
Seit 2024 veröffentlicht Hordes unter dem Künstlernamen Eric Hah von ihm komponierte und performte Musik im Stil der Neuen Deutschen Welle. Im Musikvideo zu seinem Song Graf Drakula ließ er den Schauspieler Helmut Krauss, fünf Jahre nach dessen Tod, als KI-generierte Figur wieder auferstehen. Mit der ausdrücklichen Zustimmung von Krauss’ Sohn wurde Hordes autorisiert, dessen Erscheinungsbild und Stimme auch in zukünftigen Projekten zu nutzen, um sein künstlerisches Erbe durch modernste Technologie zu bewahren.
Hordes arbeitet für die Münchner ICC, eine Krebsforschungseinrichtung, im Bereich Medien und Kommunikation. Er lebt in Baden-Baden.

## Fernsehtätigkeit
- 2008–2009: sternTV (RTL)
- 2011: Die große Disney Quiz Show (Sat.1)
- 2011: Galileo Big Pictures (Pro7)
- 2011: Mein Mann kann (Sat.1)
- 2011: Die Alm (Sat.1)
- 2011–2012: 32Eins! (Sat.1)
- 2012: Austria’s Next Topmodel (Puls 4)
- 2013: Die Insider (Sat.1 Gold)
- 2013: Wild Wanna Bees – Die Luder-WG
- 2019–2021: Galileo (Pro7)

## Internetproduktionen
- 2017–2018: Song-Tindern (DasDing)
- 2017–2018: New Pop Festival (SWR3)
- 2018: Comedy Festival (SWR3)
- 2020–2021: Quasselschnitte (Jennah Karthes)
- seit 2022 Dr. Probst and colleagues (ICC)

## Musikvideos
- 2020: Tony Marshall: My Schoko-Kaffee
- 2024: Eric Hah: Frau Maier ihre Eier
- 2024: Jennah Karthes: Peter Pimmel
- 2024: Eric Hah: Graf Drakula
- 2025: Eric Hah: Schwarze Ivana

## Filmografie (Auswahl)
- 2003: Martians! (Kurzfilm)
- 2012: Der Gründer
- 2013: Lichtschiffe über Europa
- 2019: Patchwork Gangsta
- 2020: Trolls World – Voll vertrollt!

## Auszeichnungen
- "FANtastic Award" 2019 für Trolls World (nominiert)

## Schriften
- Die dunklen Sagen aus Baden, 2024, ISBN 979-8323434114

## Diskographie

### Singles
- Frau Maier ihre Eier (2024)
- Graf Drakula (2024)
- Schwarze Ivana (2025)

### Alben
- Drakula (2024)